# Râul Fränkische Saale
Fränkische Saale este un râu cu o lungime de 135 km, afluent de dreapta al Mainului, situat în Unterfranken, Bavaria, Germania.

## Curs
Râul are izvorul în regiunea  Grabfeld, la est de Bad Königshofen im Grabfeld, el ia naștere prin confluența a două pâraie, unul are izvorul lângă Trappstadt în Saalbrunnen (altitudinea de 390 m deasupra n.m.) la distanța de 1,7 km, iar celălalt lângă Sulzdorf an der Lederhecke în Kapellenberg (altitudinea de 313 m deasupra n.m.), ambele izvoare sunt amenajate și prevăzute cu tăblițe indicatoare. Râul ia naștere  lângă Bad Königshofen, curge spre sud-vest, la marginea sud-estică a regiunii  Rhön. Traversează localitățile  Bad Neustadt, Bad Bocklet, Bad Kissingen și Hammelburg îndreptându-se spre Gemünden, unde la nord-est de localitate se varsă în Main. Pentru prima oară Fränkische Saale este amintit în anul 777 sub numele de Sala și Salu, ceea ce înseamnă „apă curgătoare”.

## Ecologie
Valea râului a fost amenajată continuu prin activitate umană, malurile râului fiind pietruite, luncile umede au fost asanate, pe cursul apei fiind nenumărate mori de apă. Inundațiile căutând să fie limitate prin prin diguri și baraje cu hidrocentrale. Aceste amenajări au influențat considerabil biosistemul ecologic al regiunii. Malurile prevăzute cu diguri au schimbat viteza de curgere a apei, dispariția regiunilor umede și reducerea suprafețelor inundabile. De câțiva ani sunt câteva proiecte de refacerea a biosistemului prin demolarea unor amenajări, diguri.

## Afluenți
- Barget la Kleineibstadt din stinga
- Milz la Saal anSaale din dreapta
- Streu la Heustreu din dreapta
- Brend in Bad Neustadt din dreapta
- Lauer la Niederlauer din stinga
- Kellersbach intre Steinach an Saale si Roth an Saale din dreapta
- Aschach la Aschach din dreapta
- Thulba la Hammelburg din dreapta
- Schondra in Gräfendorf din dreapta
- Sinn in Gemünden din dreapta

## Localități
- Aschach
- Aura an der Saale
- Bad Bocklet
- Bad Kissingen
- Bad Königshofen
- Bad Neustadt an der Saale
- Elfershausen
- Brendlorenzen
- Euerdorf
- Gräfendorf
- Gemünden am Main
- Großeibstadt
- Hammelburg
- Hohn
- Hollstadt
- Kleineibstadt
- Nickersfelden
- Oberebersbach
- Obereßfeld
- Roth an der Saale
- Saal an der Saale
- Steinach an der Saale
- Unterebersbach
- Wülfershausen an der Saale